# Bico-chato-grande
O bico-chato-grande (nome científico: Rhynchocyclus olivaceus) é uma espécie sul-americana de ave passeriforme da família dos tiranídeos (Tyrannidae).

## Descrição
O bico-chato-grande distribui-se do leste do Panamá ao leste pela Colômbia, Venezuela, Guiana, Guiana Francesa, Suriname e norte do Brasil, ao sul pelo Equador, Peru, ao centro da Bolívia e ao sul da Amazônia brasileira, com uma população isolada no leste do Brasil, do leste do Pará ao Rio de Janeiro. É considerada de rara a localmente comum em seu habitat natural, que consiste em sub-bosques, florestas úmidas e bosques de até 1 100 de altitude. Não possui hábitos migratórios e estima-se que viva cerca de 3,7 anos.

## Conservação
Não há dados concretos com relação à população do bico-chato-grande, mas se assume que esteja estável. Em 2005, foi classificado como vulnerável na Lista de Espécies da Fauna Ameaçadas do Espírito Santo; em 2010, como em perigo na Lista de Espécies Ameaçadas de Extinção da Fauna do Estado de Minas Gerais; em 2016, como pouco preocupante na Lista Vermelha da União Internacional para a Conservação da Natureza (IUCN / UICN); e em 2018, como pouco preocupante na Lista Vermelha do Livro Vermelho da Fauna Brasileira Ameaçada de Extinção do Instituto Chico Mendes de Conservação da Biodiversidade (ICMBio) e vulnerável na Lista das Espécies da Fauna Ameaçadas de Extinção no Estado do Rio de Janeiro.

## Sistemática
A espécie R. olivaceus foi descrita pela primeira vez pelo naturalista holandês Coenraad Jacob Temminck em 1820 sob o nome científico de Platyrhynchos olivaceus; sua localidade-tipo é: "Rio de Janeiro, Brasil". O nome masculino do gênero, Rhynchocyclus, é um anagrama do gênero Cyclorhynchus que deriva do grego kuklos ("círculo, escudo"), e rhunkhos ("bico"), que significa "com bico em forma de escudo"; e o nome específico olivaceus vem do latim ("oliváceo, cor de oliva").

## Taxonomia
O grupo de subespécies R. olivaceus aequinoctialis, amplamente distribuído do leste do Panamá ao oeste do Brasil e norte da Bolívia, é considerado uma espécie separada deste: o Rhynchocyclus aequinoctialis da Birds of the World (HBW) e BirdLife International (BLI) com base nas diferenças de vocalização e plumagem.

### Subespécies
De acordo com as classificações do Congresso Ornitológico Internacional (IOC) e a lista de Clements v.2018,12 são reconhecidas nove subespécies, com sua distribuição geográfica correspondente:
- Grupo politípico aequinoctialis:
- Rhynchocyclus olivaceus aequinoctialis no Equador;
- Rhynchocyclus olivaceus bardus (Bangs & Barbour, 1922) – leste de Panamá e noroeste da Colômbia (norte de Chocó ao leste até o sul de Bolívar).
- Rhynchocyclus olivaceus mirus Meyer de Schauensee, 1950 – noroeste da Colômbia (baixo vale do Atrato-San Juan e interior da costa).
- Rhynchocyclus olivaceus flavus (Chapman, 1914) – norte e centro da Colômbia (Santa Marta e Magdalena até o oeste de Meta) e norte da Venezuela (a leste até Aragua e oeste de Apure).
- Rhynchocyclus olivaceus jelambianus Aveledo & Pérez, 1994 – noroeste da Venezuela (Sucre, norte de Monagas).
- Rhynchocyclus olivaceus tamborensis Todd, 1952 – rio Lebrija (Santander), no centro da Colômbia.
- Rhynchocyclus olivaceus aequinoctialis (P. L. Sclater, 1858) – centro-sul e sudeste da Colômbia (Meta ao sul até Putamayo e Amazonas), leste do Equador, leste do Peru, oeste do Brasil ao sul do rio Amazonas (ao leste do rio Madeira) e centro norte da Bolívia (ao sul até Cochabamba).
- Grupo politípico olivaceus:
- Rhynchocyclus olivaceus guianensis McConnell, 1911 – sul da Venezuela (leste de Amazonas, Bolívar), as Guianas e norte de Brasil ao norte do rio Amazonas (para o leste a partir do rio Negro).
- Rhynchocyclus olivaceus sordidus Todd, 1952 – Brasil ao sul de Amazonas (rio Tapajós até o leste do rio Tocantins e norte do Maranhão).
- Rhynchocyclus olivaceus olivaceus (Temminck, 1820) – centro norte e leste do Brasil (Pernambuco até o sul do Rio de Janeiro).